# Stjørdals kommun
Stjørdals kommun uttal (fil) (norska: Stjørdal kommune) är en kommun i Trøndelag fylke i Norge. Centralort  är staden Stjørdalshalsen. Stjørdals kommun är den folkrikaste kommunen i det område som till och med 2017 utgjorde Nord-Trøndelag fylke.

## Geografi
Stjørdals kommun gränsar till Malviks och Selbu kommuner i tidigare Sør-Trøndelag fylke och till Meråkers, Levangers och Frosta kommuner i tidigare Nord-Trøndelag fylke. Kommunen sträcker sig längs den dal som Stjørdalselva bildar, från de norsk-svenska gränsfjällen ned mot Trondheimsfjorden. Området runt Stjørdalshalsen är ett utpräglat jordbruksområde. 
Centralorten Stjørdalshalsen ligger vid Stjørdalsfjorden (som är en del av Trondheimsfjorden) mellan älvarna Gråelvas och Stjørdalselvas utlopp.

## Historia
Hällristningar och olika arkeologiska fynd visar att Stjørdalen har en lång historia. Hällristningar från stenåldern finns bland annat i Hegra. Stjørdal var ett av de två viktigaste maktcentrum runt Trondheimsfjorden och den viktigaste hövdingagården i området var belägen i Værnes utanför nuvarande Stjørdalshalsen. Værnes kyrka vid Stjørdalselvas utlopp är en långkyrka i romansk stil från 1100, byggd i sten. Kyrkan är den äldsta bevarade stenbyggnaden i Norge. Værnes förlorade mycket av sin makt under Harald Hårfagers regeringstid. 
Steinvikholm är en fästning på Steinvikholmen i Åsenfjorden, en del av Trondheimsfjorden. Slottet hade sin storhetstid på 1500-talet. Det uppfördes av Norges siste katolske ärkebiskop, Olav Engelbrektsson.
Stjørdalens centrum kom att bli Stjørdalshalsen, som började få formen av en stad på 1800-talet. Tegelbruk blev en viktig förutsättning för stadens tillväxt. 
Under andra världskriget blev Hegra fästning känt för den norska styrka som höll stånd mot de tyska trupperna i april och maj 1940. Dessa trupper var de sista som gav upp i södra Norge. Hegra fästning byggdes ursprungligen strax efter unionsupplösningen.

## Administrativ historik
En kommun med namnet Stjørdalen bildades på 1830-talet när flertalet norska kommuner bildades.
Stjørdalen delades 1850 och Nedre och Øvre Stjørdals kommuner bildades. 1902 delades Nedre Stjørdal och Stjørdals kommun bildades. Nuvarande gränser härstammar från 1962 då Skatval, Hegra och Lånke kommuner slogs ihop med Stjørdals kommun.

## Befolkningsutveckling
Befolkningsutveckling 1951–2010, det vertikala röda strecket markerar gränsändringar. (källa: SSB: Befolkningsstatistikk)

## Kommunvapen
Blasonering: I rødt en liggende gull lindorm.
(I rött fält en liggande lindorm av guld.)
Kommunvapnet godkändes genom kunglig resolution den 25 november 1983. Motivet er baserat på det historiska fylket Stjørdals sigill från 1344, där den Heliga Margareta tuktar en lindorm med en korsstav. Enligt legenden gick lindormen då över i det godas tjänst.

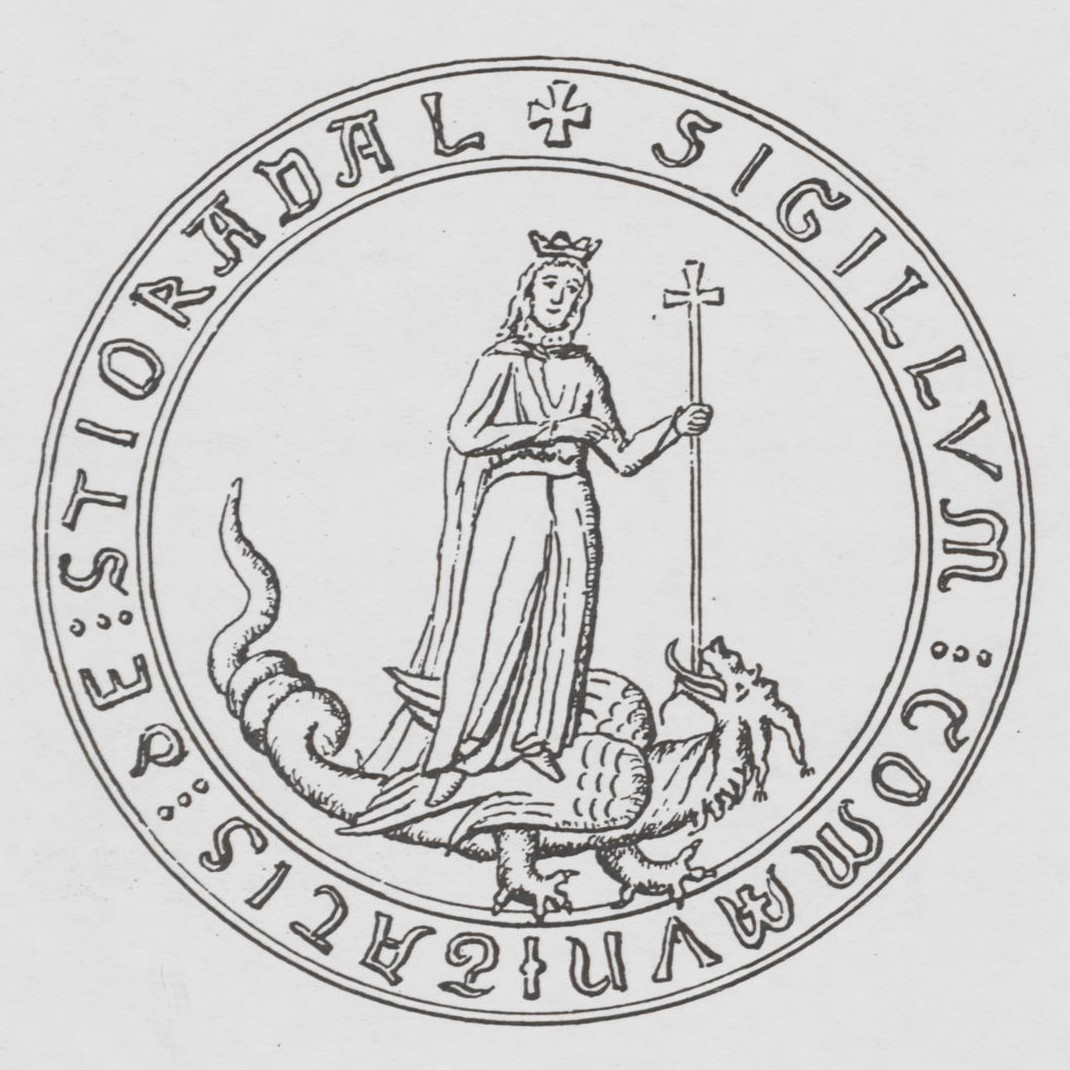
Stjørdals kommuns sigill från 1898 är en återgivelse av det historiska fylket Stjørdals sigill från 1344. Kommunvapnets motiv är hämtat från det historiska sigillet.

## Näringsliv
Jordbruket är den dominerande näringen på Stjördals landsbygd. Vid Stjørdalshalsen finns ett flertal industrier. Även turismen spelar en viss roll i kommunen. Historiskt har tegelbruk varit av stor betydelse i Stjørdalen. 
Europavägarna E6 och E14 möts strax utanför Stjørdalshalsen. Järnvägslinjerna Nordlandsbanen och Meråkerbanen möts vid Hell strax väster om Stjørdalshalsen. Trondheim flygplats, Værnes ligger strax utanför Stjørdalshalsen.

## Orter

### Tätorter
I Stjørdals kommun finns fyra tätorter:
- Hegra
- Prestmoen
- Skatval
- Stjørdalshalsen (stad och centralort)

Orten Kvithammer har tidigare räknats som en tätort men uppfyller inte längre kriterierna, medan orterna Hell och Hognesaunet numera räknas som delar av tätorten Stjørdalshalsen.

### Andra orter
- Flornes
- Forradal
- Langstein
- Lånke
- Skjelstadmarka
- Vassbygda

## Socknar
Inom Norska kyrkan är Stjørdals kommun indelad i fyra socknar:
- Hegra socken
- Lånke socken
- Skatvals socken
- Stjørdals socken

Socknarna ingår i Stjørdals prosteri i Nidaros stift.

## Kända personer
- Rolf Åge Berg, backhoppare
- Mona Grudt, Miss Universum 1990
- Gøril Kringen, fotbollsspelare, OS-guld 2000
- Brit Sandaune, fotbollsspelare, OS-brons 1996 och OS-guld 2000
- Bjørnar Valstad, världsmästare i orientering 1999 och 2004

## Vänorter
- Broby kommun, Danmark (kommunen har upphört)
- Karstula, Finland
- Ragunda kommun, Sverige

## Bilder

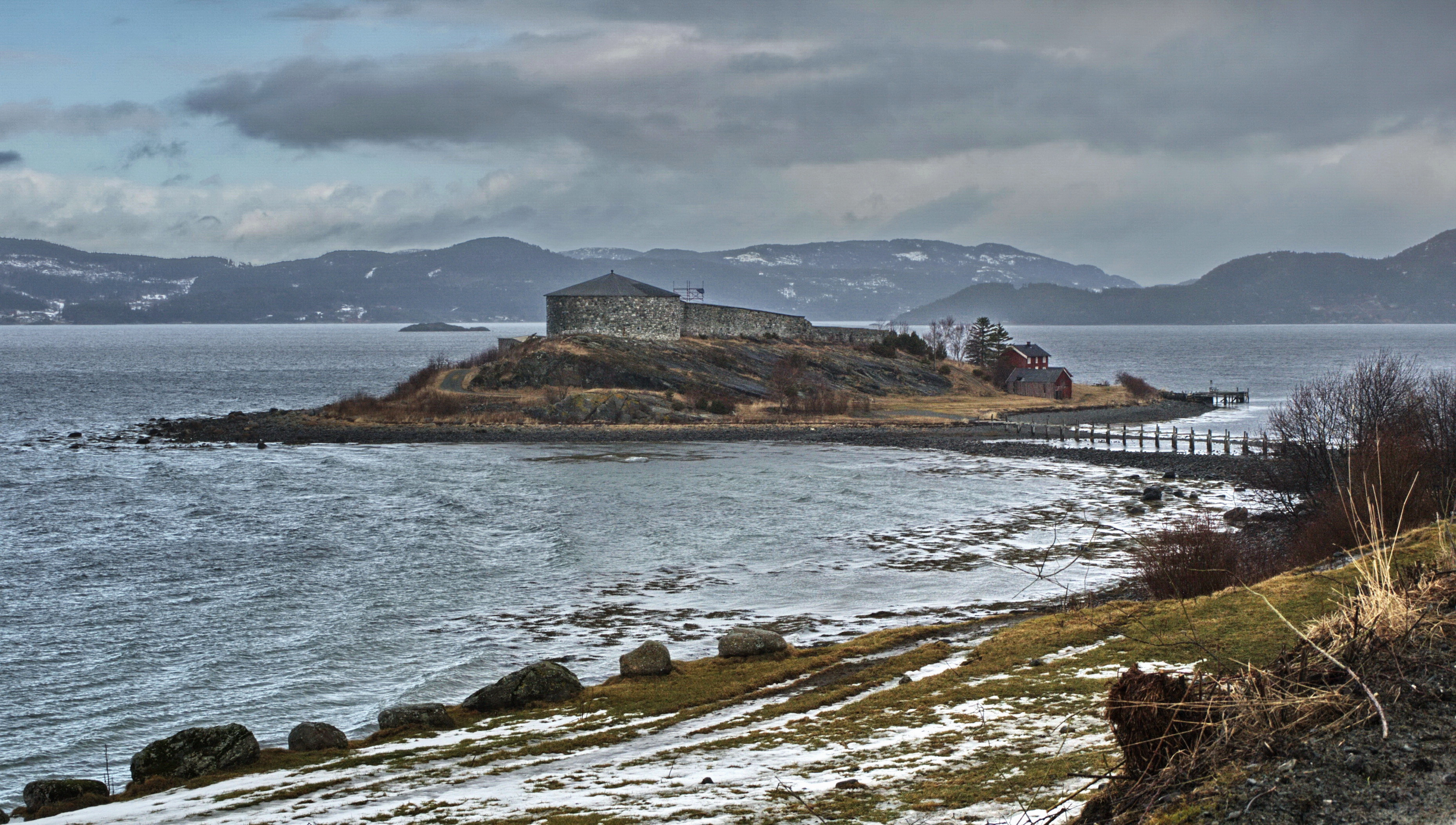
Steinvikholms slott.
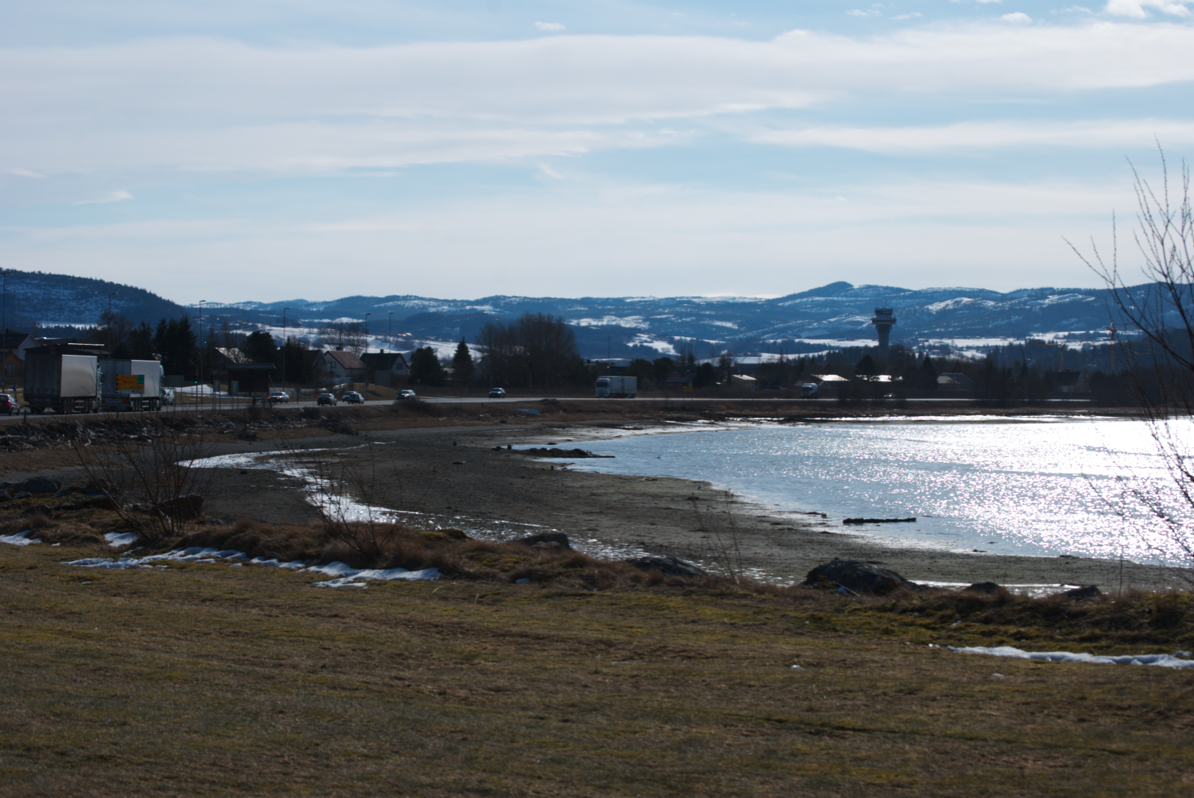
Halsøen, området med Langøra, Sutterø och det gamla utloppet av Stjørdalselva.
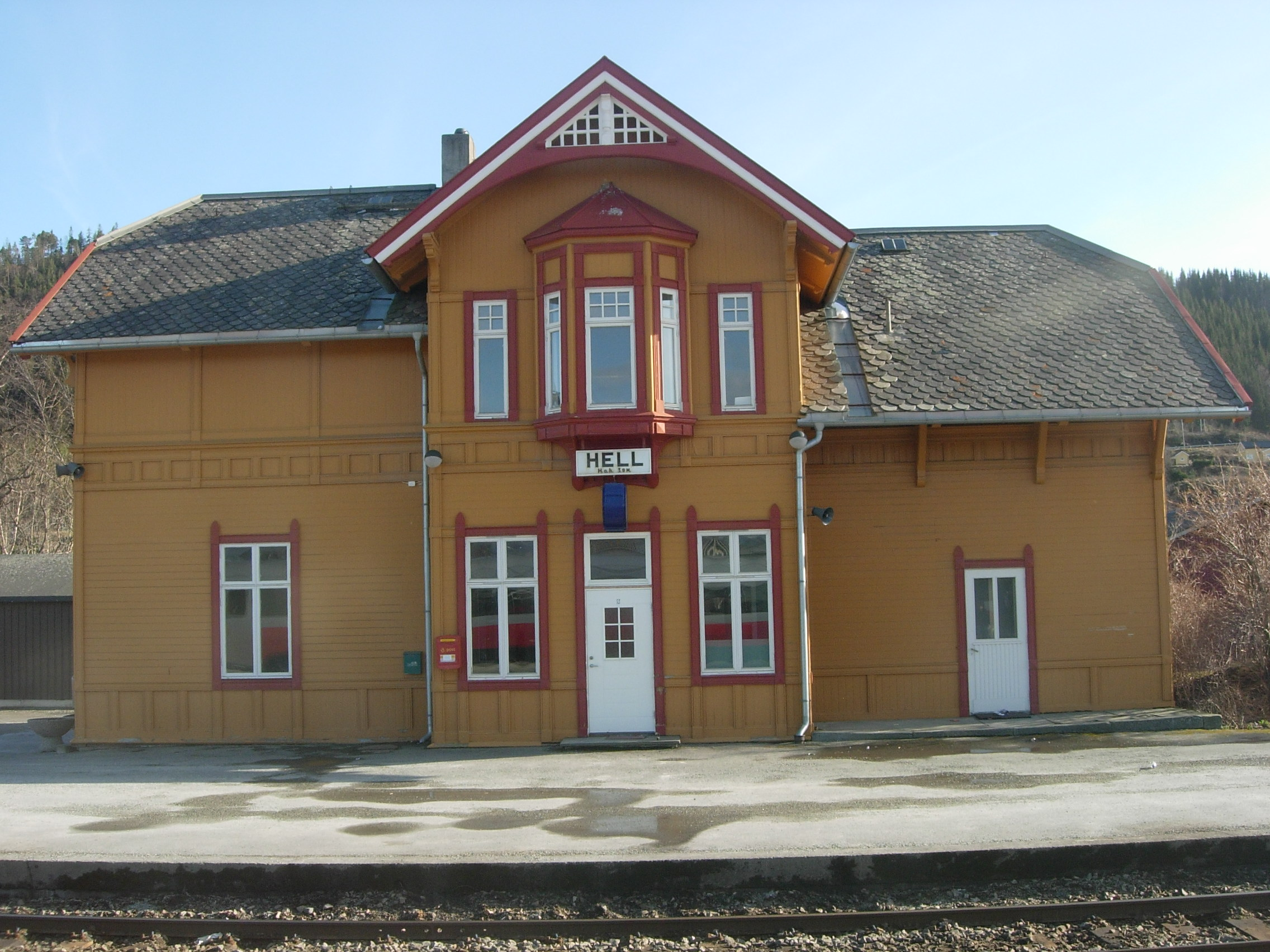
Järnvägsstationen i Hell, en plats som har lockat många engelskspråkiga turister till Stjørdalen.
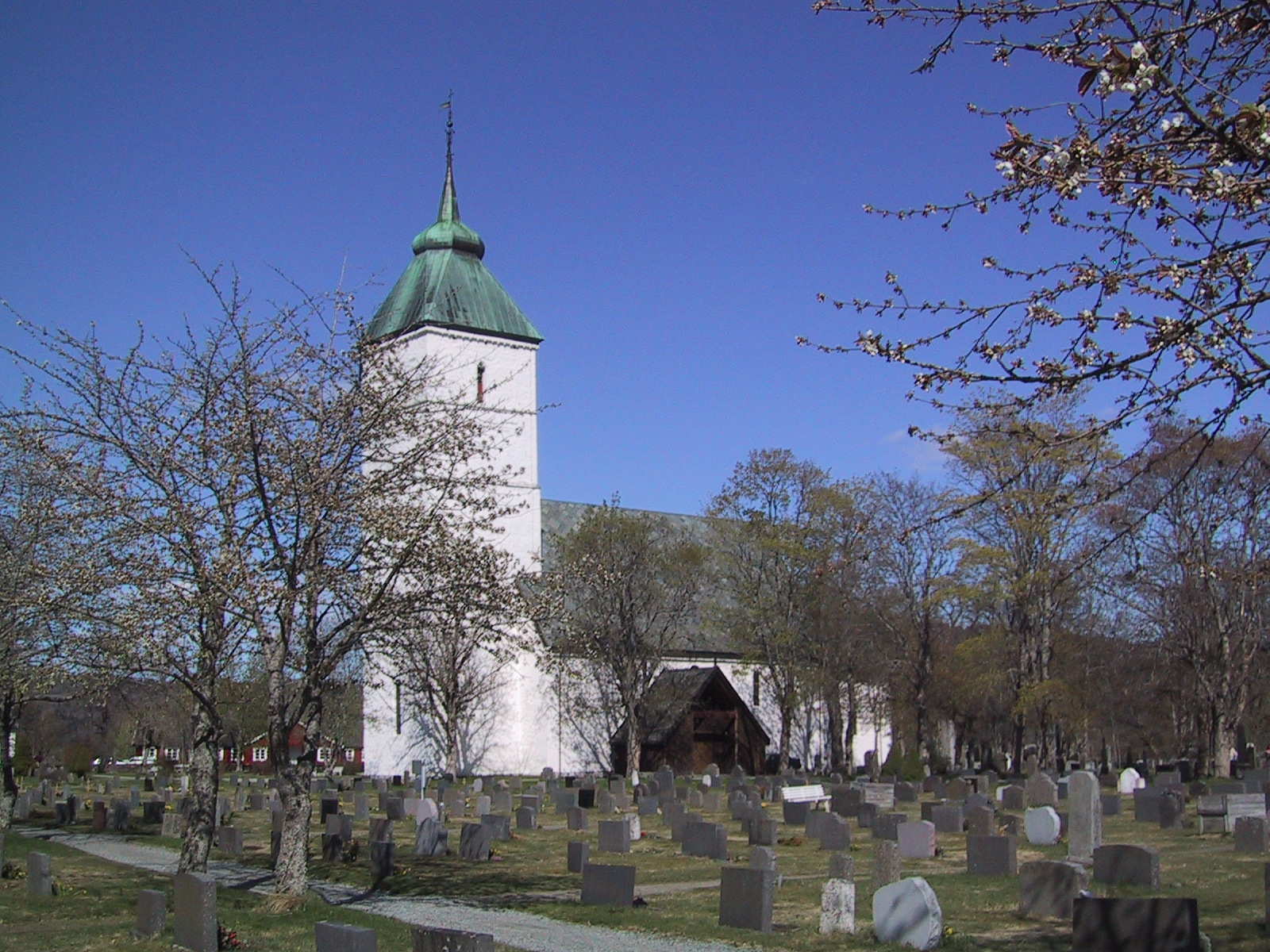
Værnes kyrka är den äldsta kyrkan i Stjørdalsbygden.